# Le Vol du corbeau (film)
Pour les articles homonymes, voir Le Vol du corbeau.
Pour plus de détails, voir Fiche technique et Distribution.
Le Vol du corbeau (Hrafninn flýgur) est un film réalisé par Hrafn Gunnlaugsson, sorti en 1984.

## Fiche technique
- Titre original : Hrafninn flýgur
- Titre français : Le Vol du corbeau
- Réalisation : Hrafn Gunnlaugsson
- Scénario : Hrafn Gunnlaugsson et Bo Jonsson
- Montage : Hrafn Gunnlaugsson
- Musique : Harry Manfredini et Hans-Erik Philip
- Pays d'origine : Islande - Suède
- Genre : aventure
- Date de sortie : 1984

## Distribution
- Jakob Þór Einarsson : Gest
- Edda Björgvinsdóttir : la sœur de Gest
- Helgi Skúlason : Thord
- Gotti Sigurdarson : Einar
- Flosi Ólafsson : Erik
- Egill Ólafsson : le frère de Thord

## Récompense
- Guldbagge Award du meilleur réalisateur